# روبن وليامز (كاتبة)
روبن وليامز (بالإنجليزية: Robin Williams)‏ هي كاتِبة أمريكية، ولدت في 9 أكتوبر 1953 في بيركيلي في الولايات المتحدة.